# Delicias (Chihuahua)
Delicias egy 20. századi alapítású város Mexikó Chihuahua államának középső részétől kissé délkeletre. 2010-ben lakossága meghaladta a 118 000 főt.

## Földrajz

### Fekvése
A település Mexikó északi részén, Chihuahua állam középső részétől kissé délkeletre helyezkedik el a Mapimí-medencében a tenger szintje felett mintegy 1170 méter magasságban egy viszonylag sík területen. Közvetlen környezete (ahol szinte minden lehetséges területet kihasználnak mezőgazdasági termelésre) szintén sík, de nem messze már magas, matorrallal borított hegyek találhatók. Maga a város tervszerű alaprajzzal épült fel, utcái többnyire derékszögű rácsos hálózatot alkotnak, a régebbi városrész terei szimmetrikusan helyezkednek el. Áthalad rajta az egész ország egyik legfontosabb főútja, a 45-ös, amely az ország belsejét köti össze az északi határral.

### Éghajlat
A város éghajlata forró és száraz. Minden hónapban mértek már legalább 31 °C-os hőséget, a rekord elérte a 43 °C-ot is. Az átlagos hőmérsékletek a januári 10,1 és a júniusi 27,0 fok között váltakoznak, de októbertől áprilisig fagyok is előfordulnak. Az évi átlagosan 284 mm csapadék időbeli eloszlása nagyon egyenetlen: a júniustól szeptemberig tartó 4 hónapos időszak alatt hull az éves mennyiség közel 75%-a.
| Hónap                                   | Jan.  | Feb.  | Már. | Ápr. | Máj. | Jún. | Júl. | Aug. | Szep. | Okt. | Nov. | Dec. | Év    |
| --------------------------------------- | ----- | ----- | ---- | ---- | ---- | ---- | ---- | ---- | ----- | ---- | ---- | ---- | ----- |
| Rekord max. hőmérséklet (°C)            | 32,0  | 33,0  | 38,0 | 38,3 | 40,0 | 43,0 | 42,0 | 40,0 | 39,8  | 37,0 | 35,0 | 31,0 | 43,0  |
| Átlagos max. hőmérséklet (°C)           | 19,2  | 22,1  | 25,4 | 29,3 | 33,0 | 35,5 | 33,6 | 32,5 | 30,6  | 27,8 | 23,4 | 19,8 | 27,7  |
| Átlaghőmérséklet (°C)                   | 10,1  | 12,3  | 15,6 | 19,8 | 23,6 | 27,0 | 26,2 | 25,2 | 23,0  | 19,0 | 13,9 | 10,6 | 18,9  |
| Átlagos min. hőmérséklet (°C)           | 0,9   | 2,6   | 5,9  | 10,3 | 14,2 | 18,6 | 18,7 | 17,8 | 15,4  | 10,2 | 4,5  | 1,3  | 10,1  |
| Rekord min. hőmérséklet (°C)            | −13,0 | −10,5 | −8,0 | −3,0 | 4,0  | 9,0  | 9,0  | 10,0 | 2,0   | −2,0 | −7,0 | −9,0 | −13,0 |
| Átl. csapadékmennyiség (mm)             | 8     | 3     | 2    | 11   | 11   | 29   | 59   | 68   | 55    | 19   | 9    | 11   | 284   |
| Forrás: Servicio Meteorológico Nacional |       |       |      |      |      |      |      |      |       |      |      |      |       |

## Népesség
A település népessége a közelmúltban folyamatosan növekedett:
| Év   | Lakosság |
| ---- | -------- |
| 1990 | 87 412   |
| 1995 | 94 001   |
| 2000 | 98 615   |
| 2005 | 108 187  |
| 2010 | 118 071  |

## Története
A területen már régebb óta létezett egy Delicias nevű hacienda, amelynek terményeit az 1884-ben felépült vasútállomáson rakták vonatra. Település azonban még sokáig nem épült fel itt, csak miután 1932-ben elkészült a 05-ös számú öntözőrendszer. A város hivatalos megalapítása 1933. április elsején délelőtt 10 órakor kezdődött a mai Agricultura körút és a Central utcák kereszteződésénél Carlos Blake, Guillermo Cartensen, Pedro Álvarez és Cruz Ortiz Prieto jelenlétében. Delicias község, mint közigazgatási egység, 1935. január 7-én jött létre addig Rosales, Meoqui és Saucillo községekhez tartozó területekből.
Az iparosodás 1939-ben vette kezdetét, amikor többek között gyapotfeldolgozók és étolajgyárak épültek. A létesítmények többsége amerikai tulajdonban volt, de akadt köztük mexikói is, például a Longoria, a Figueroa és a De la Mora. Kezdetben jelentős volt a szőlőtermesztés, de a gyümölcs helyét 1943-ra átvette a gyapot. Amikor 1957-ben a gyapotrost ára leesett, válságos idők következtek az iparban.
Városi rangot 1960. szeptember 30-án kapott, ugyanabban az évben, amikor a Nemzeti Öntözési Bizottság jóváhagyta a városszerkezeti tervet. 1980-tól kezdve több maquiladora is megjelent a városban, 1990-re a fontosabbak száma már a hetet is elérte.

## Turizmus, látnivalók
A település nem tartozik a jelentős turisztikai célpontok közé, de néhány múzeuma (bányászati és őslénytani) és több emlékműve (Miguel Hidalgo y Costilla, Benito Juárez, Venustiano Carranza, anyák) figyelmet érdemel.